# Ани-Мартен-Рьё
Ани-Мартен-Рьё (фр. Any-Martin-Rieux) — коммуна во Франции, находится в регионе Пикардия. Департамент коммуны — Эна. Входит в состав кантона Ирсон. Округ коммуны — Вервен.
Код INSEE коммуны — 02020.

## Население
Население коммуны на 2010 год составляло 476 человек.
| 1962 | 1968 | 1975 | 1982 | 1990 | 1999 | 2010 |
| ---- | ---- | ---- | ---- | ---- | ---- | ---- |
| 693  | 631  | 559  | 498  | 525  | 505  | 476  |

## Экономика
В 2010 году среди 293 человек трудоспособного возраста (15—64 лет) 213 были экономически активными, 80 — неактивными (показатель активности — 72,7 %, в 1999 году было 64,8 %). Из 213 активных жителей работали 185 человек (105 мужчин и 80 женщин), безработных было 28 (8 мужчин и 20 женщин). Среди 80 неактивных 21 человек были учениками или студентами, 28 — пенсионерами, 31 были неактивными по другим причинам.